# Рефрактометр Аббе

Рефрактометр Аббе

Рефракто́метр Аббе (або лабораторний рефрактометр) — візуальний оптичний пристрій, який дозволяє визначати показник заломлення середовищ рідин і твердих тіл. Принцип дії ґрунтується на вимірюванні кута повного внутрішнього відбиття (якщо досліджується непрозоре середовище) або граничного кута заломлення на плоскій межі розділу двох прозорих середовищ (досліджуваного і відомого), якщо світло переходить із середовища з меншим показником заломлення {\displaystyle n_{1}} в середовище з більшим показником {\displaystyle n_{2}}. В обох випадках використовується закон заломлення світла {\displaystyle n_{1}\sin {i_{1}}=n_{2}\sin {i_{2}}} ({\displaystyle i_{1}} — кут падіння {\displaystyle i_{2}} — кут заломлення). Складається рефрактометр Аббе з двох прямокутних скляних призм. Одна призма (вимірювальна — на малюнку під цифрою 3) має високий показник заломлення {\displaystyle n_{2}=1,7} ({\displaystyle \lambda _{D}=589,3} для жовтої лінії емісійного спектра натрію) з полірованою гіпотенузною гранню. Інша призма (відкидна — на малюнку під цифрою 2) — з матовою гіпотенузною гранню. Крім того, рефрактометр Аббе містить зорову трубу, шкалу відліку, спеціальний компенсатор (на малюнку — 6). В поле зору труби можна побачити чітку лінію на межі світлого і темного полів, яка відповідає граничному куту.
Рідини, що досліджуються, поміщаються в зазор між гіпотенузними гранями призм. Тверді прозорі зразки повинні мати одну плоску поліровану грань, а одна з бокових граней повинна бути перпендикулярною до полірованої. Полірованою гранню зразки притискаються до гіпотенузної грані вимірювальної призми (при відкинутій допоміжній призмі) а в проміжок між ними вводиться крапля імерсійної рідини з показником заломлення {\displaystyle n_{i}} таким, щоб {\displaystyle n_{1}<n_{i}<n_{2}} (зазвичай монобромнафталіну з {\displaystyle n_{i}=1.66}. При вимірюванні прозорих рідких середовищ світло на границю розділу середовищ направляється через малий катет допоміжної призми (вимірювання в прохідному світлі), а у випадку непрозорих середовищ освітлюється матова грань вимірювальної призми — її великий катет (вимірювання у відбитому світлі). При суміщенні лінії розділу світлого і темного полів з перехрестям ниток в полі зору труби по шкалі безпосередньо відраховується величина {\displaystyle n}. Компенсатор, що складається з двох дисперсійних призм прямого зору (Призми Амічі) дозволяє обертанням призм в протилежні сторони компенсувати дисперсію вимірювальної призми і зразка і виміряти величину {\displaystyle n_{2}} при використанні джерела білого світла.